# My Mowgli Boy
My Mowgli Boy (chino simplificado: 我的莫格利男孩; pinyin: Wo De Mo Ge Li Nan Hai), es una serie de televisión china transmitida del 31 de agosto del 2019 hasta el 3 de octubre del 2019 a través de iQiyi.

## Sinopsis
La serie sigue a Mowgli, un joven hombre que fue criado por su abuelo en el bosque, donde creció jugando con animales. Cuando la joven Ling Xi trae accidentalmente a Mowgli con ella de regreso a la ciudad, los dos comienzan a vivir en la misma casa y poco a poco comienzan a enamorarse el uno por el otro.

## Reparto

### Personajes principales[3]
| Actor     | Personaje | Nº de episodios | Notas                              |
| --------- | --------- | --------------- | ---------------------------------- |
| Ma Tianyu | Mowgli    | 50              | Animal representativo: Lobo        |
| Yang Zi   | Ling Xi   | 50              | Animal representativo: Rinoceronte |

### Personajes recurrentes
| Actor                          | Personaje     | Nº de episodios | Notas                                          |
| ------------------------------ | ------------- | --------------- | ---------------------------------------------- |
| Fu Mengbo                      | Lu Ziyue      | -               | Animal representativo: Conejo                  |
| Ren Yankai (任言愷 / Ming Ren) | Zheng Li      | -               | Animal representativo: Jirafa                  |
| Huang Cancan (黄灿灿)          | Tang Cheng    | -               | Animal representativo: Pavo Real               |
| Wang Zhen'er (王真儿)          | Bai Yiling    | -               | Animal representativo: Leopardo                |
| Wu Haoze (吴昊泽)              | Ling Yu       | -               | Animal representativo: Zorro                   |
| Zheng Qiuhong (郑湫泓)         | Zhu Shi       | -               | Animal representativo: Gato                    |
| Furou Meiqi (付柔美琦)         | Tu Tu         | -               | Es la asistente de Ling Xi.                    |
| Mai Tong                       | Ren He        | -               | Es el asistente de Ling Xi.                    |
| Jiang Yanjun                   | Li Kai        | -               | Es el asistente de Ling Xi.                    |
| Zhao Xinhuan                   | Ling Zhenghao | -               | Es el padre de Ling Xi y Ling Yu.              |
| Luo Zhouhong                   | Wen Yu        | -               | Es la madre de Ling Yu y madrastra de Ling Xi. |

### Otros personajes
| Actor                | Personaje      | Nº de episodios | Notas                      |
| -------------------- | -------------- | --------------- | -------------------------- |
| Wang Mulin (王沐霖)  | Xiao Tang      | -               |                            |
| Chen Yali            | Gao Jie        | -               | Es la ex-novia de Ling Yu. |
| Xia Xintong          | Feng Zhixin    | -               |                            |
| Yin Zhusheng         | Zheng Weiyu    | -               | Es el padre de Zheng Li.   |
| Ma Li                | Li Shan        | -               | Es la madre de Zheng Li.   |
| Cao Yi               | Ding Jianxiong | -               |                            |
| Xia Zhiqing          | Tang Yuan      | -               |                            |
| Jin Dongyuan         | Gu Yuan        | -               |                            |
| Gao Jie              | Chi Xu         | -               |                            |
| Denny Huang (黃柏鈞) | -              | -               |                            |

## Episodios
La serie está conformada por 50 episodios, los cuales son emitidos todos los jueves a domingo (2 episodios) y los VIP (8 episodios).

## Música
El OST de la serie está conformada por 7 canciones:
| No. | Artista               | Canción                                      | Escritores               | Música                     | Notas               |
| --- | --------------------- | -------------------------------------------- | ------------------------ | -------------------------- | ------------------- |
| 1   | Jin Wenqi             | "You Came Like The Wind" (金玟岐)            | Guo Erduo y Weng Weiying | Weng Weiying y Huang Ailun | (canción de inicio) |
| 2   | Yang Zi               | "Windy Night" (有风的夜晚)                   | Shi Shuwen               | Zheng Yujie                |                     |
| 3   | Landlord's Cat        | "Reverse" (颠倒)                             | -                        | -                          |                     |
| 4   | Xu Jiayun             | "Not A Small Insert Song" (不只是一首小插曲) | -                        | -                          |                     |
| 5   | Zhao Tianyu           | "Hear Me Out" (听我说说)                     | -                        | -                          |                     |
| 6   | Zhou Ziyan & Zhou Pin | "An Impromptu Holiday" (说走就走的旅行)      | -                        | -                          |                     |
| 7   | Ma Jia                | "Yeah"                                       | -                        | -                          |                     |

## Premios y nominaciones
| Año  | Categoría    | Premio                                                       | Nominada | Resultado |
| ---- | ------------ | ------------------------------------------------------------ | -------- | --------- |
| 2019 | Best Actress | Golden Bud - The Fourth Network Film And Television Festival | Yang Zi  | Nominada  |

## Producción
La serie está inspirada por "The Jungle Book", y estará basada en Mo Geli, un joven que creció en el bosque y que debe adaptarse a la vida en la ciudad.
Fue dirigida por Han Yang (韓洋) y escrita por Liu Fei, Liu Chenguang y Shi Shi. También contó con el apoyo de la compañía de producción "China Syndication".
La serie comenzó sus filmaciones en agosto del 2018, las cuales finalizaron en diciembre del mismo año.